# Dunamar

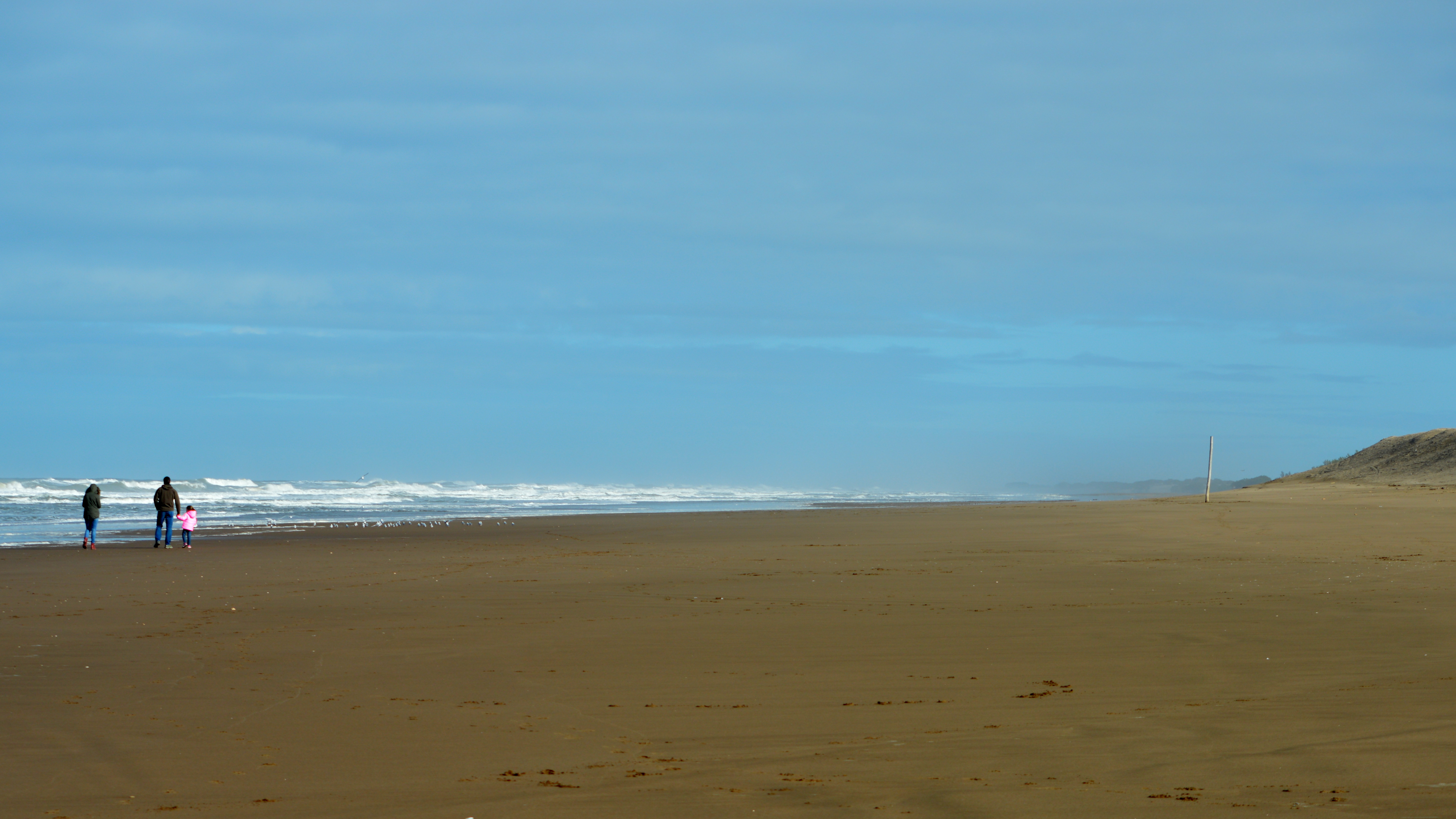
Playas de Dunamar

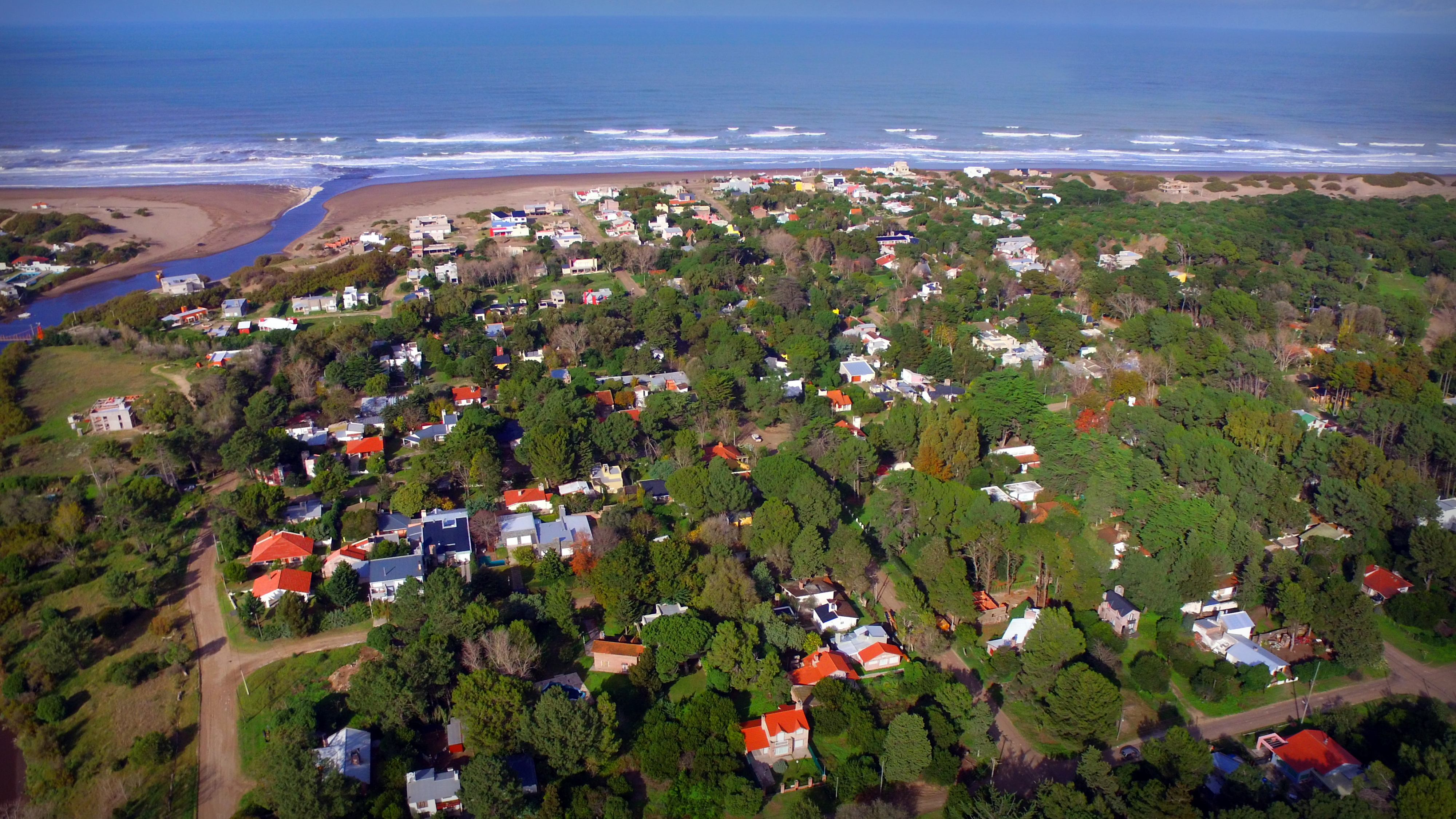
Vista aérea de Dunamar

Dunamar es una pequeña localidad balnearia argentina del partido de Tres Arroyos, en la provincia de Buenos Aires.
Se encuentra separada de la localidad de Claromecó por el Arroyo Claromecó. Su frente marítimo es de 6 kilómetros. Se destaca por sus frondosas arboledas.

## Entorno
Distante a 570 km de la Ciudad Autónoma de Buenos Aires y al oeste del Balneario Claromecó, cruzando el arroyo encontramos el Barrio Parque de Dunamar y su forestación asociada, creado por Don Ernesto Gesell y continuado por la familia Fangauf – Gesell hasta la actualidad. Es un gran bosque de unas 500 ha que corre paralelo al mar detrás de las grandes dunas. Tiene entre 1,5 y 2 km de ancho y más de 8 km de largo, matizando zonas espesas con lugares más abiertos. Las especies que más abundan son los tamariscos y acacias en las cortinas frente al mar y hacia dentro dominan varias especies de pinos y eucaliptus.

## Población
Contaba con 172 habitantes (Indec, 2001) permanentes. Se encuentra conurbana con la localidad de Claromecó, siendo la población total de 2,081 habitantes (Indec, 2010) y representando un incremento del 6,8% respecto a los 1,947 habitantes (Indec, 2001) del censo anterior.

Barrio Los Troncos de Dunamar
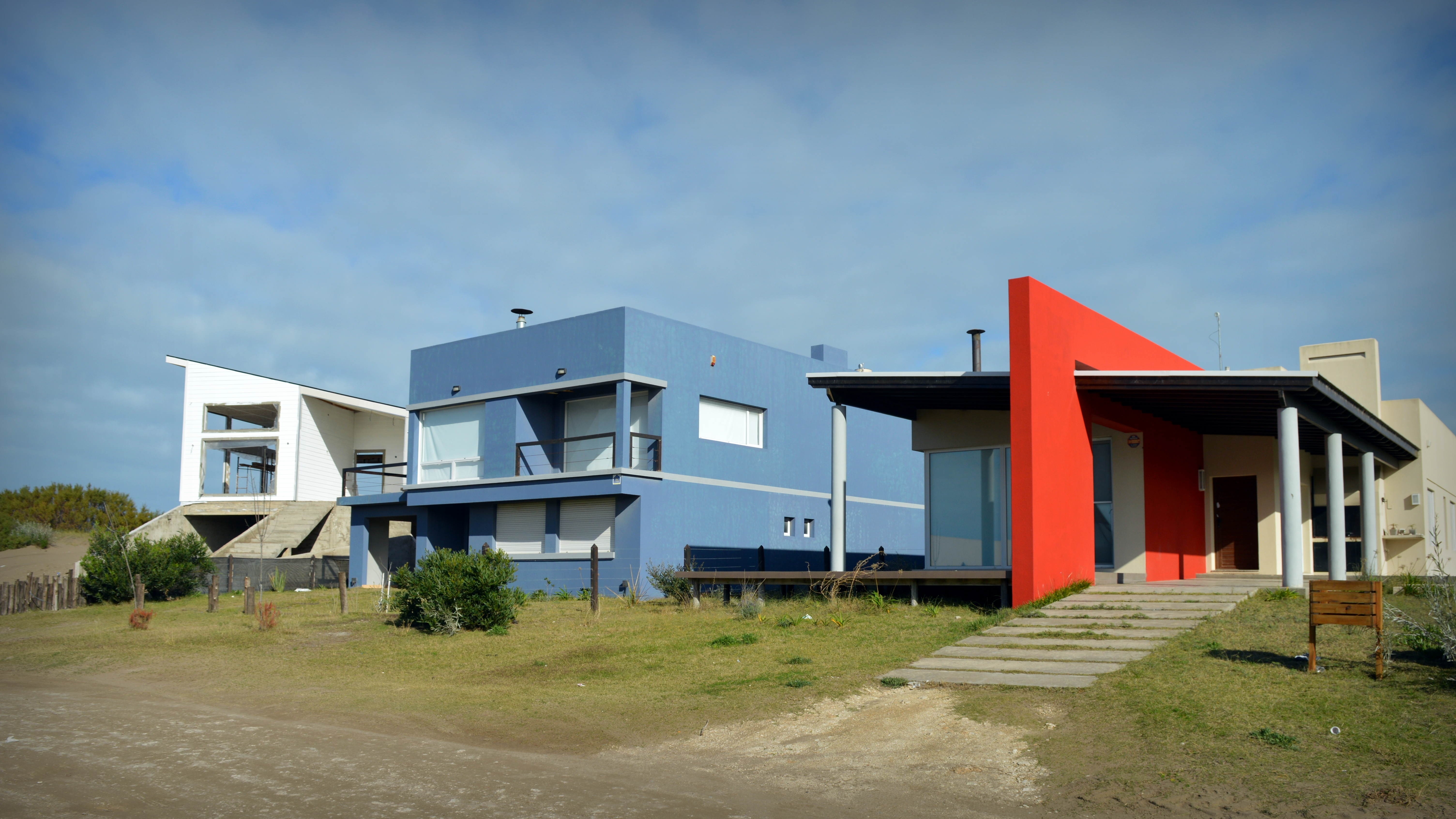
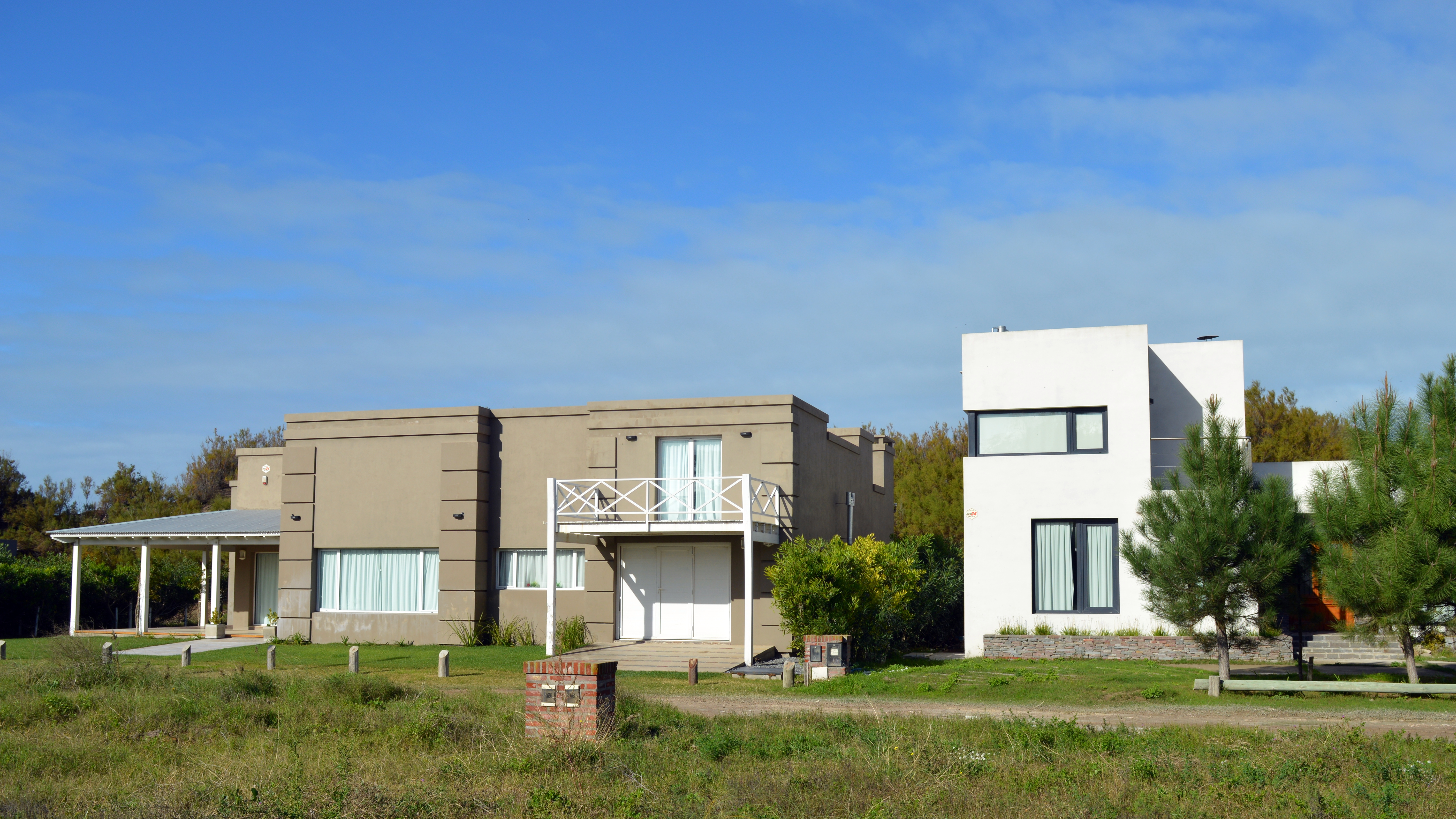